# Landstad Revolver
Der Landstad-Revolver ist ein halbautomatischer Revolver und Unikat norwegischen Ursprungs. Die Waffe verfügt über eine ungewöhnliche Munitionszuführung, die sowohl eine 2-Schuss-Trommel als auch ein in den Griff eingesetztes Magazin beinhaltet. 

## Technik
Der Landstad-Revolver war für die 7,5-mm-Nagant-Patrone vorgesehen, die zum Zeitpunkt der Entwicklung des Landstad auch in der schwedischen und norwegischen Variante des Nagant M1895 verwendet wurde. Der Revolver weist die Besonderheit einer flachen Trommel auf und unterscheidet sich grundlegend von anderen bekannten Automatikrevolvern wie dem Webley-Fosbery und Mateba 6 Unica dadurch, dass er tatsächlich Hülsen nach dem Abschuss auswirft und so dem Schützen einen weiten Teil der Arbeit abnimmt. Die anderen genannten Selbstlade-Revolver werden als „selbstspannende Revolver“ bezeichnet, da sie wie typische Revolver von Hand geladen und entladen werden müssen.

## Geschichte
Das Revolverdesign wurde 1899 von Halvard Landstad aus Kristiana (heute Oslo) patentiert. Landstad entwarf den Revolver mit eigenem Geld und stellte ihn 1901 für einen Militärversuch zur Verfügung.
Die Waffe ging nie in Produktion, da der Revolver bei den Versuchen versagte, aber der Erfinder behielt einen Prototyp der Waffe. Nach dem Tod des Erfinders im Jahr 1955 wurde dieser der britischen National Rifle Association gespendet. 1977 wurde der Revolver in einer Auktion an einen nordischen Waffensammler verkauft.